# Jostein Gaarder
Jostein Gaarder (n. 8 august 1952, Oslo, Norvegia) este un scriitor norvegian.
Provine dintr-o familie de profesori. A urmat cursurile de teologie, filozofie și limbi scandinave la Universitatea din Oslo. În 1981 s-a mutat împreună cu familia în orașul Bergen, pe coasta de vest a Norvegiei, unde a predat timp de zece ani filosofia și istoria religiilor.
În același timp a început să scrie, a publicat cărți de specialitate și a devenit scriitor de profesie.
A debutat ca scriitor cu volumul Diagnosticul și alte nuvele (1986). În 1991 a apărut “Sofies verden” (Lumea Sofiei), care a devenit peste noapte un uriaș succes internațional. Această carte a atins recordul de vânzări în plan mondial în 1995, fiind vândută în peste 10 milioane de exemplare. Volumul se vrea o scurtă istorie a filosofiei, pe înțelesul elevilor de liceu; el se prezintă ca un dialog între Sofie, o elevă de liceu, și un profesor de filosofie. Ei discută câțiva dintre cei mai importanți filosofi, care dau și numele capitolelor cărții.
Misterul de Crăciun e un roman deopotrivă sensibil și profund ce s-a bucurat și el de aprecieri din partea publicului.
Cărțile sale se adresează în primul rând unui public tânăr și conțin subiecte filosofice prezentate într-o manieră accesibilă.

## Lucrări apărute în limba română
- Fata cu portocale (București, ed. Univers, 2003)
- Misterul de Crăciun (București, ed. Univers, 2003)
- Lumea Sofiei (București, ed. Univers, 2004 și 2006)
- Ca într-o oglindă, în chip întunecat (București, ed. Univers, 2005) traducere din limba norvegiană de Aurora Kanbar și Erling Schøller